# Ayman Dairani
Ayman Dairani (arab. أيمن ديراني, ur. 1 stycznia 1996) – marokański piłkarz, grający jako środkowy obrońca w Wydadzie Casablanca.

## Kariera klubowa

### Początki
Jego pierwszym klubem był TAS Casablanca. Zdobył z tym klubem puchar Maroka, grając w meczu finałowym i asystując.
12 października 2020 roku został wypożyczony do Chababu Mohammédia, nie zagrał tam żadnego meczu. 31 sierpnia 2021 roku przeszedł do tego zespołu na stałe.

### Union Touarga
17 sierpnia 2022 roku został zawodnikiem Unionu Touarga. W tym klubie zadebiutował 2 września 2022 roku w spotkaniu przeciwko Difaâ El Jadida (porażka 0:1). Zagrał całe spotkanie. Pierwszą bramkę strzelił 28 grudnia 2022 roku w meczu przeciwko JS Soualem (zwycięstwo 2:1). Do siatki trafił w 50. minucie. Łącznie w barwach Unionu zagrał 41 meczów i strzelił dwie bramki w GNF 1.

### Wydad Casablanca
1 lipca 2024 roku został graczem Wydadu Casablanca. W tym klubie debiut zaliczył 30 sierpnia 2024 roku w meczu przeciwko Maghrebowi Fez (porażka 0:1). Na boisku pojawił się w doliczonym czasie gry, zastąpił Mouada Enzo. W sumie (stan na 23 grudnia 2024) zagrał 10 spotkań ligowych.